# Die Banshi von Mac Carthy
Die Banshi von Mac Carthy ist ein Märchen. Es ist in den Irischen Elfenmärchen der Brüder Grimm an Stelle 18 enthalten, die sie 1825 aus Fairy legends and traditions of the South of Ireland von Thomas Crofton Croker übersetzten.

## Inhalt
Nach dem Tod seines Vaters 1749 führt der reiche junge Karl Mac Carthy in Springhouse ein üppiges, wüstes Leben. Zu seinem 24. Geburtstag wird er todkrank. Alle sind erschüttert, besonders seine Mutter, die am Sterbebett für sein Seelenheil betet, und sein Jugendfreund Jacob. Da erwacht er und berichtet, wie ihm Gott drei Jahre Aufschub zur Buße gab. Er bessert sich und glaubt fest an die Voraussage, während andere sie vergessen. Zur Feier des 27. Geburtstags, wo auch eine Hochzeit stattfinden soll, bittet die Mutter eine enge Freundin mit ihren Töchtern zu kommen. Unterwegs sehen sie im Mondschein eine schreiende Frauengestalt, die sie nach Springhouse winkt. Eine von Jacob verführte Frau hatte statt diesem Karl mit einer Pistole getroffen, und er stirbt am Wundfieber.

## Anmerkung
Nach Grimm sind auch hier Personen- und Ortsnamen praktisch völlig zutreffend. Sie geben weitere Literaturstellen an. Die irische Banshi ist vergleichbar mit der wälschen Gwrâchy Rhibyn oder der Geiferhexe.